# Arvid Kellgren
Arvid Ludvig Kellgren, född 25 april 1856 i Alingsås, död 31 januari 1944 i London, var en svensk sjukgymnast och läkare.
Arvid Kellgren var son till kaptenen Jonas Henrik Kellgren och bror till Henrik Kellgren. Efter avlagd mogenhetsexamen i Skara 1876 genomgick han 1877–1879 Gymnastiska centralinstitutet, varefter han ingick i den medicinska fakulteten av Edinburghs universitet, där blev han Master of Surgery och Bachelor of Medicine 1886, samt tog medicine doktorsgraden med rekommendation år 1889. Under ferietiderna från 1876 till början av 1887 arbetade han på sin brors Henrik Kellgrens institut. 1887 öppnade han ett eget gymnastikinstitut i på Cromwell Road i London och ledde detta till 1917, varefter han så småningom upphörde med sin praktik. De sista åren av sitt liv var han bosatt i London. Vintern 1888–1889 höll han föreläsningar i sjukgymnastik i Triest och Pula för den Österrikiska militären, där han demonstrerade sin brors behandlingsmetod. 
Hösten 1888 följde Arvid Kellgren med kejsarinnan Elisabeth av Bayern (1837–1898) på en resa till västra Grekland på jakten "Miramar". Sisi, den österrikiska kejsarinnan, dedikerade flera romantiska dikter (kallade "Arvid-Lieder") till sin 32-åriga läkare. Kellgren var även Elisabeths läkare en tid därpå och följde med henne till både Wien och München. Av kejsarinnan mottog han egenhändigt juldagen 1888 på slottet i Wien Järnkroneorden såsom ett erkännande av behandlingens lyckliga resultat.
Hans föreläsningar trycktes 1890 som förste hälften av avhandlingen The technic of Ling's system of manual treatment, som i sin tur översattes till franska, tyska och italienska. På många sätt var han bättre än sin bror på att förklara sin behandling. Kellgren stödde genom donationer den sociala och agrikulturella verksamheten i Norrbotten och stimulerade intresset för skytte genom flera vandringspris (Kellgrenska vandringspriset). År 1901 blev han riddare av Nordstjärneorden, 1908 blev han kommendör av Vasaorden andra klassen och första klassen 1915, 1928 erhöll han Illis quorum.
När Kronprins Gustaf sedermera Gustaf VI Adolf och hans andra hustru Louise Mountbatten gifte sig i London 1923 bevistades bröllopet av Kellgren, i bröllopsgåva fick de en silverbricka och två såsskålar.
Gift med dottern till affärsmannen och Siemens delägaren Johann Carl Ludwig Loeffler, vid dennes död efterlämnade han ett arv på omkring 1,5 miljoner pund (1906) (ca 3 miljarder kronor 2025). Kellgrens hustrus del av arvet skulle idag motsvara omkring 350 miljoner kronor.

## Galleri

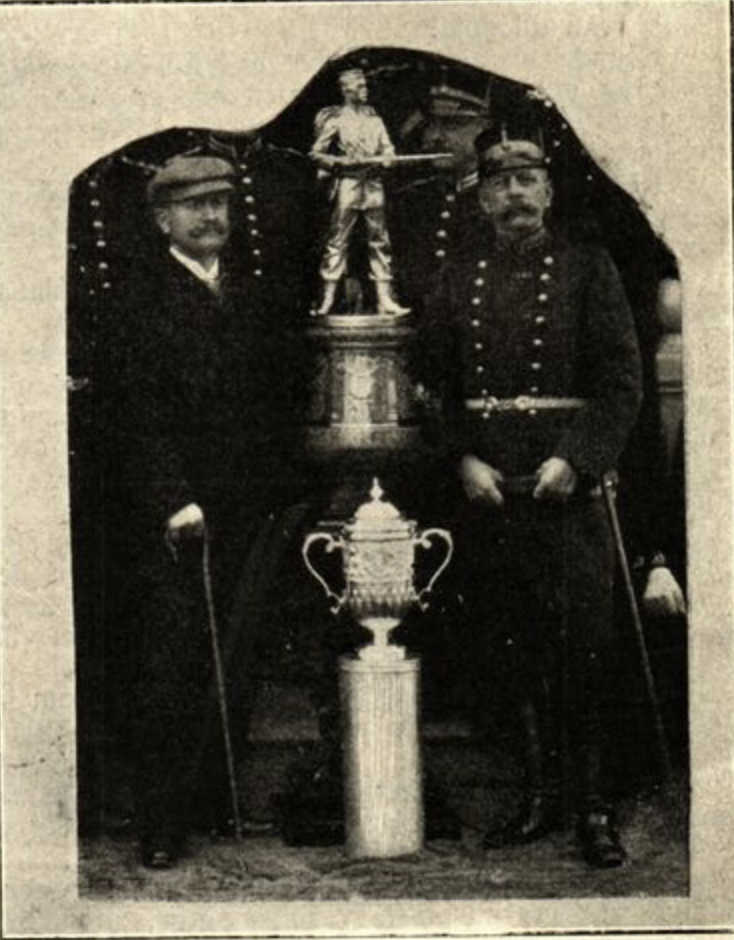
Kellgrens vandringspris